# Guto Wayu
Guto Wayu est un ancien woreda de l'ouest de l'Éthiopie situé dans la zone Misraq Welega de la région Oromia. Il se subdivise avant 2007 entre Guto Gida, Wayu Tuka et Nekemte.

## Géographie
Les principaux sommets de ce woreda sont les monts Tuka (3141 mètres), Komto et Daleti. Les fleuves et rivières incluent l'Eya, Uke, Loko, Beseka, Wachu, Adiyya, Tato et Oda. Une enquête sur les terres de ce woreda montre que 55,7% des terres sont arables ou cultivables, 21,6% de pâturages, 8,5% de forêt et 14,2% d'autres. Les forêts d'État de Komto et de Chirri couvrent environ 21,56 kilomètres carrés de terres.

## Économie
Le café est une culture commerciale importante de ce woreda; entre 20 et 50 kilomètres carrés sont plantés avec cette culture.
L'industrie du woreda comprend 45 moulins à farine, 12 moulins à huile alimentaire, 5 boulangeries, 6 ateliers de travail du bois et 1 de métallurgie. Il y avait 18 associations d'agriculteurs avec 15 533 membres et 15 coopératives de services d'agriculteurs avec 11 505 membres. Guto Wayu possède 86 routes, pour une densité de routes moyenne de 64,9 kilomètres par 1000 kilomètres carrés. Environ 28,5% de la population totale a accès à l'eau potable.
Ce woreda a été sélectionné par le ministère de l'Agriculture et du Développement rural éthyopien en 2003 comme l'une des nombreuses zones de réinstallation volontaire des agriculteurs des zones surpeuplées. Avec Gida Kiremu et Jimma Arjo, Guto Wayu est devenu le nouveau foyer pour un total de 8435 foyers soit 31 781 membres de la famille au total.

## Démographie
Le recensement national de 1994 a rapporté une population totale de 159 113 habitants pour ce woreda, dont 78 548 hommes et 80 565 femmes. À l'époque, 47 891 habitants, soit 30,1% de sa population, étaient des citadins. Les trois plus grands groupes ethniques signalés à Guto Wayu étaient les Oromos (90,57%), les Amharas (7,15%) et les Tigréens (0,9%). Les membres des groupes ethniques restant représentaient 1,38% de la population. La langue oromo était parlée comme première langue par 91,34%, 7,16% parlaient amharique et 0,78% parlaient tigrinya; les 1,11% restants parlaient toutes les autres langues primaires déclarées. La majorité des habitants suivaient l'église orthodoxe éthiopienne, 58,68% de la population déclarant observer cette croyance, tandis que 30,37% de la population se déclarait protestants, 5,98% musulmans et 4,24% suivaient l'église catholique romaine.
D'après les chiffres publiés par l'Agence centrale de statistique en 2005, ce woreda a une population totale estimée à 238 453, dont 120 142 hommes et 118 311 femmes. 85 637 habitants soit 35,91% de sa population sont des citadins, ce qui est supérieur à la moyenne de la zone qui est de 13,9%. D'une superficie estimée à 1 324,22 kilomètres carrés, Guto Wayu a une densité de population estimée à 180,1 personnes par kilomètre carré, ce qui est supérieur à la moyenne de la zone qui est de 81,4.